# Suffragette City
Suffragette City – singel angielskiego piosenkarza Davida Bowiego, promujący piąty album studyjny The Rise and Fall of Ziggy Stardust and the Spiders from Mars (1972). Utwór został zarejestrowany 4 lutego 1972 w Trident Studios w Londynie. Na singlu ukazał się 9 lipca 1976.
W 1988 zespół Alice in Chains nagrał własną interpretację utworu, która znalazła się na albumie demo The Treehouse Tapes (1988).

## Lista utworów na singlu
7” (RCA 2726):
| Nr | Tytuł utworu       | Autorzy     | Długość |
| -- | ------------------ | ----------- | ------- |
| 1. | „Suffragette City” | David Bowie | 3:25    |
| 2. | „Stay”             | Bowie       | 3:21    |
|    |                    |             | 6:46    |

## Personel
- David Bowie – śpiew, gitara elektryczna
- Mick Ronson – gitara, pianino, ARP 2600
- Trevor Bolder – gitara basowa
- Mick Woodmansey – perkusja